# .dz
.dz ist die länderspezifische Top-Level-Domain (ccTLD) für Algerien. Sie wurde am 3. Januar 1994 eingeführt und wird vom CERIST (Centre de Recherche sur l’Information Scientifique et Technique) verwaltet.

## Eigenschaften
Die Bezeichnung DZ leitet sich von Dzayer ab, dem lokalen Namen für Algerien. Neben der Top-Level-Domain gibt es zahlreiche Adressen auf zweiter Ebene (Second-Level-Domains): com.dz für kommerzielle Unternehmen, edu.dz für Einrichtungen des Bildungswesens, gov.dz für die Regierung des Landes oder beispielsweise org.dz für gemeinnützige Organisationen. Um eine .dz-Domain zu registrieren, müssen ein Wohnsitz oder eine Niederlassung im Land nachgewiesen werden.
Im Zuge der Einführung neuer generischer Top-Level-Domains wurde eine Bewerbung um .kab bekannt. Dabei handelt es sich um eine Top-Level-Domain der Kabylei, einer Region des Landes. Allerdings gilt die Einführung als unwahrscheinlich, da die ICANN eine Verwechslung mit .kaz anführen könnte, der kyrillischen Variante der kasachischen Domain .kz.